# Barracudasauroides
Barracudasauroides panxianensis
Genre
Espèce
Barracudasauroides (de barracuda, poisson osseux carnivore et sauroides, en forme de lézard) est un genre fossile d'ichtyosaure (du grec ιχθύς signifiant « poisson » et σαύρος signifiant « lézard »), de la famille des Mixosauridae, sous-famille des Mixosaurinae. Il a vécu pendant le Trias moyen.
La seule espèce connue, l'espèce type, est Barracudasauroides panxianensis

## Description

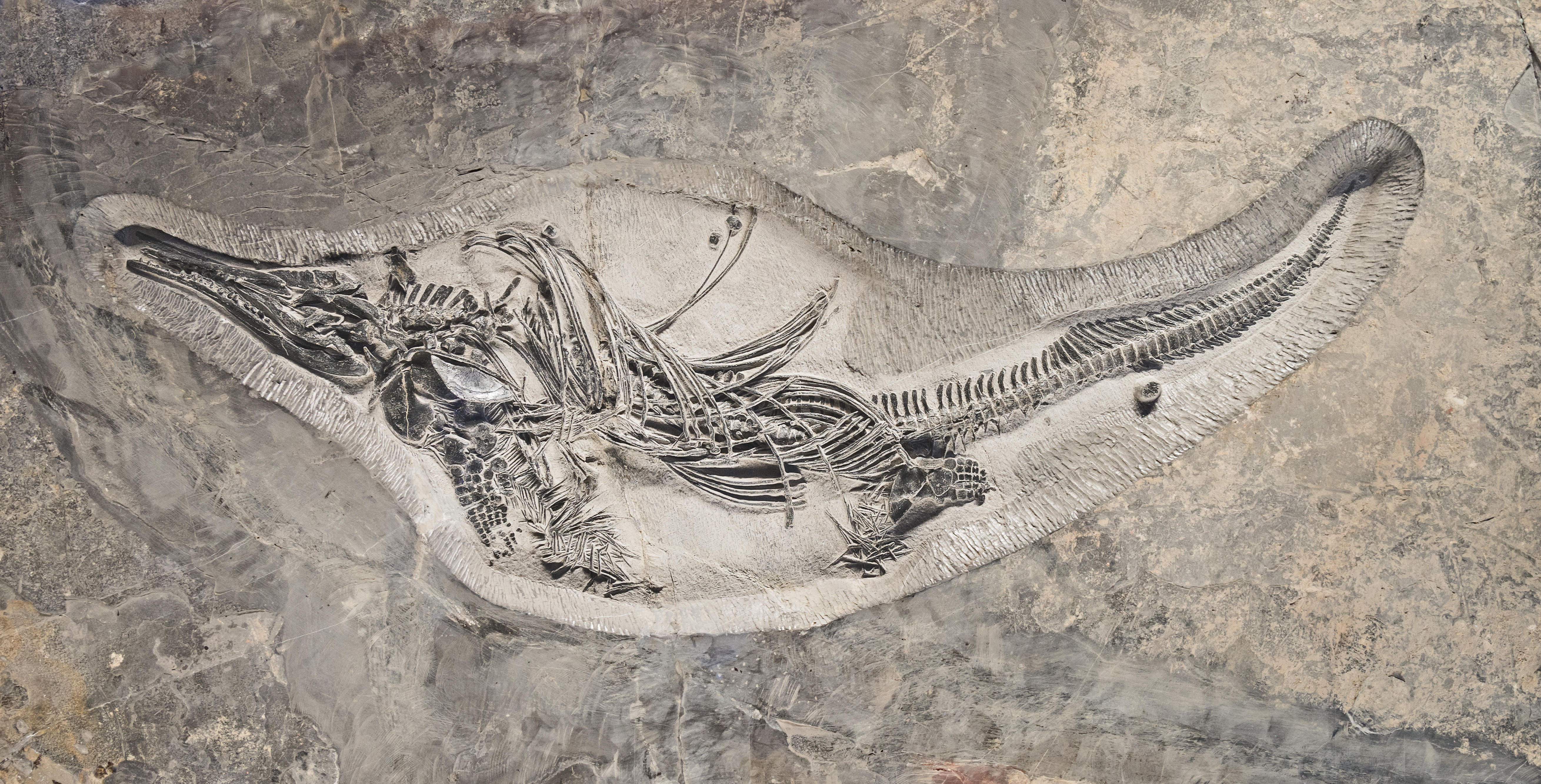
Barracudasauroides panxianensis MHNT.

- Taille : 545 cm
- Poids : 80 kg

## Répartition
Les fossiles de ce genre ont été trouvés dans la province du Guizhou, en Chine.

## Classification
Le genre Barracudasauroides est décrit en 2010 par le naturaliste Michael W. Maisch ,.
L'espèce Barracudasauroides panxianensis est décrite en 2006 par les paléontologues Jiang et al.,. Son holotype GMPKU-P-1033 est un squelette partiel, provenant de l'Anisien de la Guanling (Formation de Guizhou), Chine.

### Publications originales
- (en) Michael W. Maisch (2010). «Phylogeny, systematics, and origin of the Ichthyosauria – the state of the art». Palaeodiversity 3: pp. 151–214.
- (en) Da-Yong Jiang, Lars Schmitz, Wei-Cheng Hao, and Yuan-Lin Sun (2006). «A new Mixosaurid Ichthyosaur from the Middle Triassic of China». Journal of Vertebrate Paleontology 26 (1): pp. 60–69.